# فهد بن عبدالعزیز آل سعود
ملک فهد بن عبدالعزیز بن عبدالرحمن بن فیصل بن ترکی بن عبدالله بن محمد بن سعود بن محمد بن مقرن آل سعود (زاده ۱۹۲۱ – درگذشته ۱ اوت ۲۰۰۵) فرزند نهم ملک عبدالعزیز، بنیان‌گذار پادشاهی عربستان سعودی، و پنجمین پادشاه این کشور از خاندان آل سعود در سال‌های ۱۹۸۲–۲۰۰۵ بود. او با ۳ پادشاه پیش از خود (ملک سعود، ملک فیصل و ملک خالد) و ۲ پادشاه پس از خود (ملک عبدالله و ملک سلمان) برادر می‌باشد. وی در ۱ اوت ۲۰۰۵ در سن ۸۴ سالگی درگذشت.

## زندگی
وی در سال ۱۹۲۳ زاده شد. فهد بزرگ‌ترین پسر مادرش، حصه سدیری بود. مادرش، پنجمین و محبوب‌ترین همسر پدر بود که پسرانشان به سدیریان یا هفت سدیری آوازه دارند. تحصیلات ابتدایی خود را در مدرسه سلطنتی ریاض و سپس در مؤسسه علمی مکه ادامه داد.
انتخاب به عنوان اولین وزیر فرهنگ در سال ۱۹۵۳، تصدی وزارت کشور در سال ۱۹۶۳ و ارتقا به عنوان معاون نخست‌وزیر در سال ۱۹۶۷ پست‌های اصلی وی قبل از رسیدن به مقام ولیعهدی این کشور در سال ۱۹۷۵ بود.
وی در سال ۱۹۷۵ و پس از درگذشت ملک فیصل، به عنوان ولیعهد ملک خالد و در سال ۱۹۸۲ پس از درگذشت ملک خالد پادشاه شد. اگرچه مدت‌ها پیش از آن که در ژوئن ۱۹۸۲ جانشین ملک خالد شود در پشت صحنهٔ سیاسی یک چهرهٔ با نفوذ بود. وی سمت‌هایی مانند رئیس شورای عالی نفت و معادن، رئیس سازمان پادشاهی صنعتی الجبیل و ینبع، رئیس شورای عالی دانشگاه‌ها، رئیس شورای عالی جوانان، رئیس کمیتهٔ عالی سیاست‌های آموزشی، رئیس کمیتهٔ عالی امور حج، رئیس سازمان پادشاهی پیشرفتهٔ مدینه و رئیس شهرک فناوری ملک عبدالعزیز را بر عهده داشته‌است.
زمان به سلطنت رسیدن ملک فهد مصادف با اوج رونق نفتی و افزایش دلارهای نفتی بود که عربستان سعودی را از یک کشور صحرایی فقیر و یک جامعهٔ قبیله‌ای منزوی به یکی از قدرتهای بزرگ اقتصادی جهان تبدیل کرد. دوره سلطنت فهد با فعالیت گسترده‌تر عربستان سعودی در مسایل بین‌المللی همراه بود که از آن جمله می‌توان به برگزاری اجلاس جامعه عرب در شهر طائف اشاره کرد که توانست به جنگ داخلی پانزده ساله لبنان خاتمه دهد.
او از جمله افرادی بود در ابتدا به صدام حسین هشدار داد که از جنگ با ایران دوری کند اما بعدها در سال‌های جنگ ایران و عراق از عراق حمایت کرد. ملک فهد همچنین هنگام اشغال کویت در سال ۱۹۹۱ از ایالات متحده آمریکا خواست این امیرنشین کوچک را آزاد کند.
در زمان حکومت ملک فهد روابط آمریکا و عربستان تقویت شد و پس از عملیات طوفان صحرا که پس از حمله عراق به کویت و عربستان از طرف آمریکا و متحدانش در منطقه به وقوع پیوست این رابطه در ابعاد نظامی نیز گسترش یافت.
ملک فهد در دههٔ هشتاد طرح شناسایی اسرائیل از سوی اعراب را مطرح کرد و رهبران کشورهای عربی در اجلاس سران در فاس مراکش این طرح را تصویب کردند. وی در سال ۱۹۸۶ لقب جلالة الملک (به معنی اعلیحضرت) را حذف و نام خادم الحرمین الشریفین را برای خود برگزید.
فهد بن عبدالعزیز آل سعود در سال ۱۹۹۵ دچار یک سکته مغزی شد و از نظر جسمی تحلیل رفت و مجبور به استفاده از صندلی چرخدار گردید و اگرچه پادشاه عربستان بود، اما از آن زمان به بعد ادارهٔ امور روزمرهٔ کشور با برادر ناتنی و ولیعهد او  عبدالله بن عبدالعزیز بود. ملک فهد در تاریخ ۱ اوت ۲۰۰۵ از دنیا رفت.
پیش‌بینی می‌شد پس از ملک فهد، عبدالله بن عبدالعزیز برادر ناتنی وی به پادشاهی برسد و سلطان بن عبدالعزیز به مقام ولیعهدی ارتقاء یابد. با وجود مخالفت‌هایی با پادشاهی ملک عبدالله و حتی ولیعهدی ملک سلطان در میان اعضای خانواده سلطنتی عربستان،   عبدالله بن عبدالعزیز به عنوان پادشاه این کشور برگزیده شد.